# Long Time Dead
Long Time Dead ist ein britisch-französischer Horrorfilm aus dem Jahr 2002. Regie führte Marcus Adams, nach dessen Idee Eitan Arrusi, Chris Baker, Daniel Bronzite und Andy Day das Drehbuch schrieben.

## Handlung
Acht Londoner Studenten verbringen ihre Freizeit mit Sexspielen und Drogen. Aus Langeweile versuchen sie beim Gläserrücken, Kontakt zu der Seele eines Verstorbenen aufzunehmen. Sie beschwören dabei unwissentlich einen Geist herauf und kommunizieren mit ihm, indem sie ihre Finger an ein Glas halten, welches vom Geist zu den Zetteln geschoben wird. Der Geist nennt seinen Namen, worauf einer der Studenten das Glas auf den Boden wirft und schreiend wegläuft.
Es stellt sich heraus, dass der Dschinn unbefristet auf der Erde bleiben kann, wenn er alle Gruppenmitglieder tötet. Der Geist nimmt Besitz vom Körper eines der Studenten, die anderen werden getötet. Der Überlebende besucht seinen Vater in einer psychiatrischen Klinik – der vor Jahren ähnliche Ereignisse erlebte – und offenbart diesem, dass er der Geist sei.

## Kritiken
Jamie Russell schrieb am 17. Januar 2002 für die BBC, der Film biete einige gute Schockeffekte, etwas Atmosphäre und „dumme, aber passable“ Unterhaltung.
Das Lexikon des internationalen Films schrieb, der Film sei ein „okkulter Horrorthriller, der die weitgehend vorhersehbare Geschichte immerhin ohne übertrieben ausgespielte Grausamkeiten“ erzähle.

## Hintergründe
Der Film wurde im April 2002 auf dem niederländischen Fantastic Film Festival und im Juli 2002 auf dem Fantasy Filmfest in München gezeigt. Er spielte in den britischen Kinos ca. 1,58 Millionen Pfund Sterling ein. In Spanien wurden über 407 Tsd. Kinozuschauer gezählt.